# Julie (pel·lícula de 2013)
Julie és una pel·lícula dramàtica sueca de 2013 dirigida per Helena Bergström, basada en l'obra teatral de August Strindberg La senyoreta Júlia (1888), i és protagonitzada per Nadja Mirmiran, Björn Bengtsson i Sofi Helleday, entre d'altres. Aquesta pel·lícula sobre classes, amor i luxúria va ser estrenada l'1 de març de 2013.

## Argument
La senyoreta Julie (Nadja Mirmiran) és la filla d'un comte. És la vigília d'estiu i només té ulls per a Jean (Björn Bengtsson), el criat del seu pare. El jove, però, està promès amb Kristin (Sofi Helleday), la donzella de Julie. Aquesta tracta de seduir Jean i ell es debat entre el seu sentit del deure i la inesperada possibilitat d'una vida millor. Julie aparentment dissol les barreres entre tots dos i finalment passen la nit junts. Kristin, però, ha seguit els esdeveniments de la nit sense intervenir i quan surt el sol arriba el comte. Els fets de la nit tindran conseqüències per a tots ells.

## Repartiment
- Nadja Mirmiran com a Julie
- Björn Bengtsson com a Jean
- Sofi Helleday com a Kristin
- Robert Panzenböck com a pare
- Molly Nutley com a mare de Julie
- Fredrik Wagner com al promès de Julie
- Hanna Nilsson Isedal com a Julie de petita
- Tommy Wättring com a Jean de petit
- Charlie Gustafsson
- Anna Olsson
- Daniel Storbjörk
- Jasmina Tukiainen
- Anders Nilsson
- Matilda Tjerneld

## Producció
La pel·lícula va ser produïda per Petra Jönsson i el director de fotografia va ser Jens Fischer. La música, a càrrec de Per Andréasson, compta amb la cançó "Vårens första dag" de Laleh Pourkarim. El rodatge va tenir lloc al castell d'Ekolsund, al municipi d'Enköping (comtat d'Uppsala, Suècia).
Helena Bergström, que ja havia dut als escenaris teatrals d'Estocolm l'obra, va voler-la dur a la gran pantalla des d'aleshores. Considerava que a La senyoreta Júlia August Strindberg qüestionava problemes «extremadament importants avui dia». En una entrevista de 2013, l'actriu i directora va comentar que la representació de la falsa felicitat, com la que es mostra a les xarxes socials, que fa que moltes persones se sentin infelices. «Crec que se senten sols, com Julie. Narro la història de Julie com una pèrdua d'identitat.»